# Geert Cirkel
Geert Cirkel (ur. 20 października 1978) – holenderski wioślarz, reprezentant Holandii w wioślarskiej czwórce bez sternika podczas Letnich Igrzysk Olimpijskich w Pekinie.

## Osiągnięcia
- Mistrzostwa Świata – Lucerna 2001 – czwórka podwójna – 2. miejsce[1].
- Mistrzostwa Świata – Gifu 2005 – czwórka bez sternika – 2. miejsce[1].
- Mistrzostwa Świata – Eton 2006 – czwórka bez sternika – 3. miejsce[1].
- Mistrzostwa Świata – Monachium 2007 – czwórka bez sternika – 3. miejsce[1].
- Igrzyska Olimpijskie – Pekin 2008 – czwórka bez sternika – 8. miejsce[1].